# Chiesa di Santa Lucia (Venezia)
La chiesa di Santa Lucia era un edificio religioso della città di Venezia, demolito nel 1861, che era situato nel sestiere di Cannaregio, nel luogo dove attualmente sorge il piazzale dell'attuale stazione ferroviaria.

## Storia

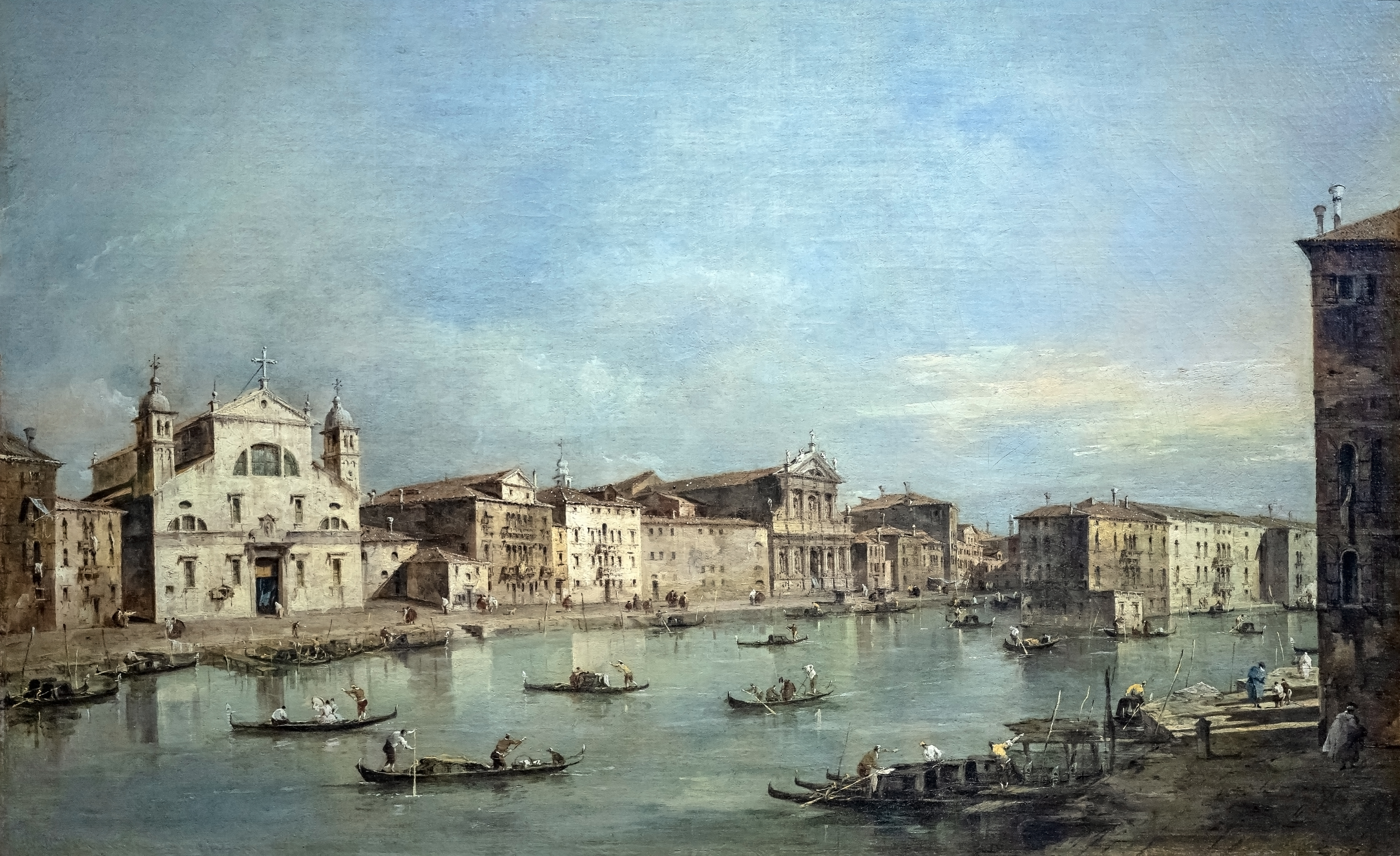
La chiesa di Santa Lucia (a sinistra) in un dipinto di Francesco Guardi

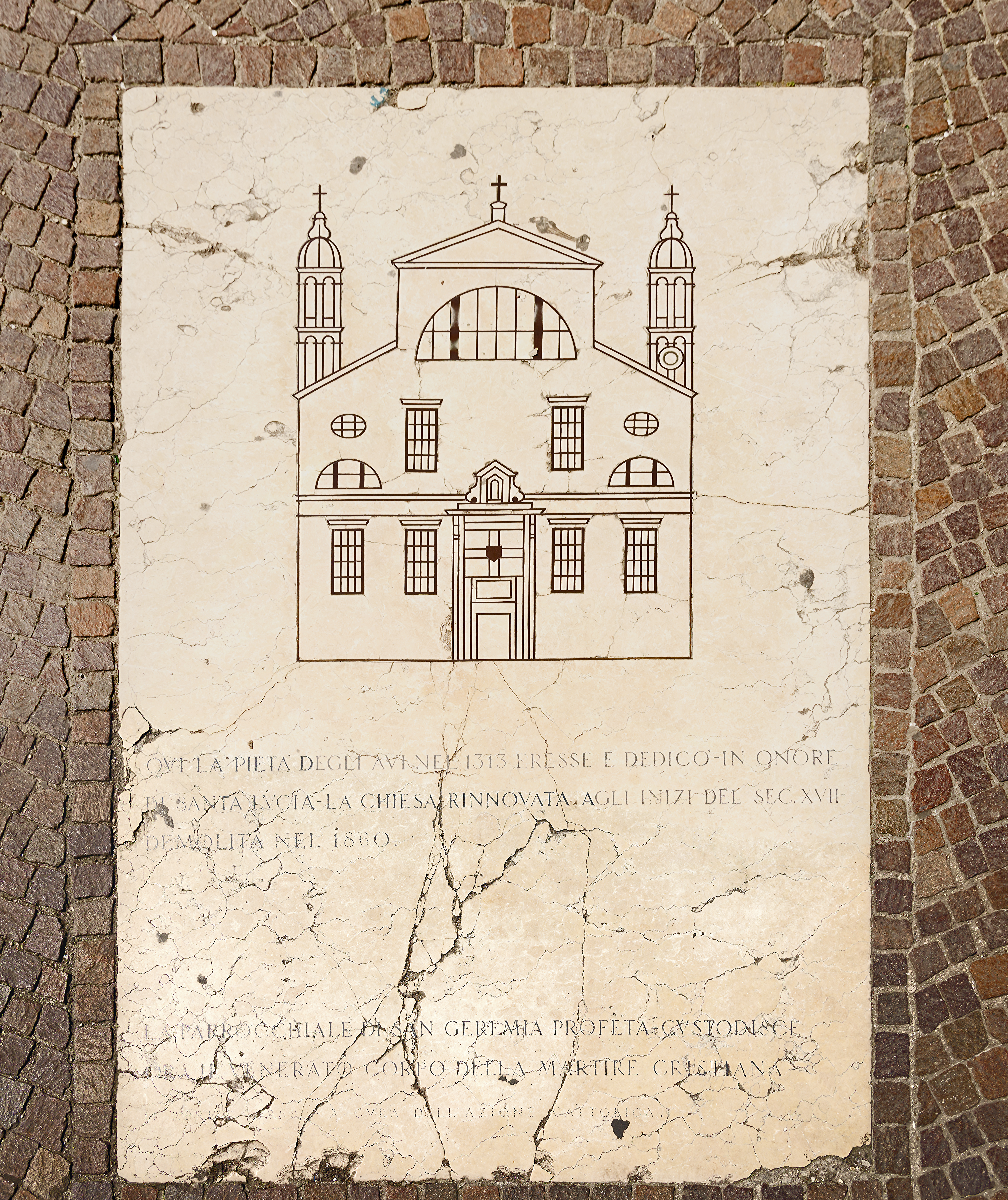
Lapide commemorativa ove sorgeva la chiesa di Santa Lucia.

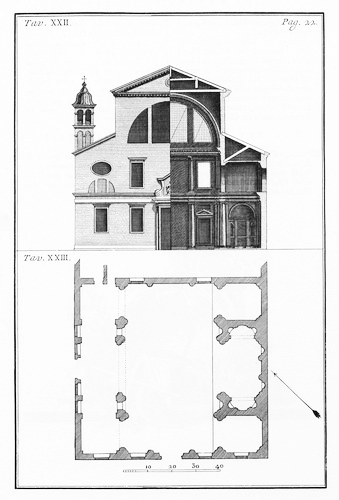
Pianta e prospetto/sezione di Francesco Muttoni, da Architettura di Andrea Palladio vicentino, 1740-1760.

Sorta (secondo Sansovino) nel 1192 come chiesa parrocchiale dedicata a Santa Maria Annunziata (ma il Tassini la fa risalire all'XI secolo), avrebbe cambiato il proprio nome a causa di un fatto accaduto nel 1204 in conseguenza al saccheggio di Costantinopoli compiuto dai veneziani.
Nel saccheggio i veneziani rubarono il corpo di santa Lucia, che fu inizialmente trasferito all'Isola di San Giorgio Maggiore. Nel 1279 il mare mosso capovolse le barche che andavano in processione verso l'isola per omaggiare la santa; alcuni pellegrini morirono e si decise di trasferire in questa chiesa di Cannaregio il corpo venerato. La chiesa fu quindi rititolata a Santa Lucia (tale datazione è messa in dubbio da un'epistola di papa Sisto IV del 1478, in cui si afferma che erano passati più di quattrocento anni da quando la chiesa era stata dedicata a Santa Lucia).
Nel 1444 la chiesa passò alla giurisdizione del convento del Corpus Domini, situato nelle vicinanze. Fu concessa nel 1574 alle Serve di Maria sotto la regola di sant'Agostino.
La chiesa subì nel corso della sua storia vari interventi e rifacimenti. Andrea Palladio nel 1580, poco prima della sua scomparsa, aveva realizzato alcuni disegni per i suoi interni. L'effettivo apporto di Palladio non è chiaro: sebbene un'iscrizione nel portale maggiore lo indicasse come l'autore dell'edificio, la chiesa fu in realtà completata solo un trentennio dopo la sua morte.
Francesco Milizia due secoli dopo negò, basandosi sullo stile del costruito, che potesse essere opera del grande architetto.
La comunità conventuale venne soppressa nel 1806, in esecuzione del decreto napoleonico del 1805.
Nel 1841 si iniziò a costruire la nuova ferrovia; poiché serviva terreno per la stazione e il suo piazzale, la chiesa e il convento furono demoliti dal 1861 al 1863. In ricordo della chiesa, la nuova stazione ferroviaria prese il nome di Venezia Santa Lucia. Il corpo della santa fu invece trasferito nella chiesa di San Geremia, situata non lontano, dove ancor oggi è collocato.

### Fonti utilizzate
- Andrea da Mosto (a cura di), L'archivio di stato di Venezia - indice generale (PDF), tomo II, Roma, Biblioteca d'Arte, 1940,  p. 138. URL consultato il 4 agosto 2009 (archiviato dall'url originale il 4 marzo 2016).

### Per approfondimenti
- Giovanni Musolino, Santa Lucia a Venezia: storia, culto, arte, Ferdinando Ongania, 1961,  p. 81.
- Flaminio Corner, Notizie storiche delle chiese e monasteri di Venezia, e di Torcello, tratte dalle chiese veneziane, e torcellane, Padova, Nella stamperia del Seminario appresso G. Manfrè, 1758,  pp. 251 e seguenti.
- Francesco Zanotto, Nuovissima guida di Venezia e delle isole della sua laguna, nella quale si sono corretti da oltre 200 errori che s'incontrano nelle altre guide, Brizeghel, 1856,  pp. 354-356.